# Craig Cackowski
Craig Alan Cackowski (* 3. Oktober 1969 in Virginia) ist ein US-amerikanischer Schauspieler, Comedian und Improvisationsdarsteller. Bekanntheit erlangte er vor allem durch seine Rollen in den Serien Community und Drunk History.

## Leben und Karriere
Craig Cackowski stammt aus dem US-Bundesstaat Virginia, wo er das College of William & Mary besuchte. Dort erwarb er den akademischen Grad Bachelor of Fine Arts in Theater. Erste Erfahrungen auf der Bühne sammelte er als Teil der Improgruppe W. & M.’s troupe I.T. aus Chicago, wo er nach dem Abschluss hinzog.  Er war erstmals 1995 bei einem Auftritt in der Fernsehsendung The Armando Diaz Experience, Theatrical Movement and Hootenanny vor der Kamera zu sehen. Er ist der Bruder der Drehbuchautorin und Schauspielerin Liz Cackowski und Schwager des Drehbuchautors und Regisseurs Akiva Schaffer. Nach kleineren Film- und Serienauftritten war er in den 2000er Jahren in Gastrollen in Arrested Development, Lass es, Larry!, How I Met Your Mother und Workaholics zu sehen. 2007 spielte er eine kleine Rolle im Filmdrama Year of the Dog.
Von 2009 bis 2015 spielte er in der Comedyserie Community als Officer Cackowski eine kleine Nebenrolle. 2013 und 2016 war er als Cliff in einer kleinen Rolle in der HBO-Serie Veep – Die Vizepräsidentin zu sehen. 2013 trat er in den Filmkomödien Kings of Summer und 21 & Over jeweils in kleinen Rolle auf. Nach Gastauftritten in Welcome to the Family und Newsreaders gehört er ebenfalls seit 2013 zur festen Besetzung der Comedyserie Drunk History. Parallel zur letztgenannten Produktion, war Cackowski unter anderem auch in The Mindy Project, Son of Zorn, Girlboss, Forever, Speechless, Badge of a Quitter und in Tagebuch einer zukünftigen Präsidentin zu sehen. Von 2016 bis 2019 war er in einer Nebenrolle als Hausmeister Todd in der Serie Bajillion Dollar Propertie$ zu sehen. Von 2017 bis 2018 spielte er eine Nebenrolle in der kurzlebigen Sitcom The Mayor. 2019 trat er als Mason in der Filmkomödie Wine Country auf, in der auch seine Schwester mitspielte, die zugleich am Drehbuch beteiligt war.
Cackowski lebt in Los Angeles, wo er seit 1992 Improvisationsunterricht am i.O. West gibt. Er leitet die Improvisationsgruppe Dasariski, mit der er bei landesweiten Festivals auftritt. Zusammen mit seiner Frau Carla bildet er das Impro-Duo Orange Tuxedo. Sie lebten Anfang der 2000er Jahre beide in Chicago und lernten sich 2006 kennen, als Cackowski sie unterrichtete. Eine Zeit lang arbeitete er mit der Theatergruppe der Second City aus Chicago zusammen, wo er ab 1995 unterrichtete und selbst spielte.

## Filmografie (Auswahl)
- 1995: The Armando Diaz Experience, Theatrical Movement and Hootenanny (Fernsehsendung)
- 2001: What About Joan (Fernsehserie, 2 Episoden)
- 2001: Danny’s Wish
- 2003: Openminds (Kurzfilm)
- 2005: Arrested Development (Fernsehserie, Episode 2x18)
- 2005: Lass es, Larry! (Curb Your Enthusiasm, Fernsehserie, Episode 5x02)
- 2006: Grounds Zero (Kurzfilm)
- 2006: Moonpie
- 2007: Year of the Dog
- 2008: Point View Terrace (Fernsehfilm)
- 2009: LAPD: Pregnant Detectives (Kurzfilm)
- 2009–2015: Community (Fernsehserie, 10 Episoden)
- 2010: How I Met Your Mother (Fernsehserie, Episode 6x10)
- 2010: The D-Monster (Kurzfilm)
- 2011: #1 With A Bullet (Kurzfilm)
- 2011: Workaholics (Fernsehserie, Episode 2x07)
- 2012: The Elephant in the Room (Kurzfilm)
- 2012: Laser-Force (Fernsehfilm)
- 2013: Kings of Summer
- 2013: The Mindy Project (Fernsehserie, Episode 1x16)
- 2013: 21 & Over
- 2013: Welcome to the Family (Fernsehserie, Episode 1x06)
- 2013–2015: Comedy Bang! Bang! (Fernsehserie, 2 Episoden)
- 2013–2016: Veep – Die Vizepräsidentin (Veep, Fernsehserie, 4 Episoden)
- seit 2013: Drunk History (Fernsehserie)
- 2014: Signs (Kurzfilm)
- 2014: Somewhere in the Valley (Kurzfilm)
- 2014: Maker Shack Agency (Fernsehserie, Episode 1x01)
- 2014: Newsreaders (Fernsehserie, Episode 2x05)
- 2015: Thrilling Adventure Hour Live
- 2015: Glitch
- 2015: Nerd Herd (Fernsehfilm)
- 2016: Son of Zorn (Fernsehserie, Episode 1x03)
- 2016–2019: The Room Actors: Where Are They Now? (Fernsehserie, 8 Episoden)
- 2016–2019: Bajillion Dollar Propertie$ (Fernsehserie, 7 Episoden)
- 2017: Shrink (Fernsehserie, 2 Episoden)
- 2017: Girlboss (Fernsehserie, Episode 1x02)
- 2017–2018: The Mayor (Fernsehserie, 5 Episoden)
- 2018: Seven Stages to Achieve Eternal Bliss by Passing Through the Gateway Chosen by the Holy Storsh
- 2018: Forever (Fernsehserie, Episode 1x06)
- 2018: Speechless (Fernsehserie, Episode 3x04)
- 2018: Badge of a Quitter (Fernsehserie, Episode 1x05)
- 2019: Wine Country
- 2020: Tagebuch einer zukünftigen Präsidentin (Diary of a Future President, Fernsehserie, Episode 1x05)
- 2020: Murder Bury Win
- 2021: The Sex Lives of College Girls (Fernsehserie, 2 Episoden)